# Weben (Elefant)
Weben ist eine Verhaltensstörung (Stereotypie), die bei Elefanten in Gefangenschaft weit verbreitet auftritt, in freier Wildbahn jedoch noch nicht beobachtet wurde. Sie zeichnet sich durch ein gleichförmiges Bewegungsmuster aus, bei dem der Elefant Vor- und Rückschritte andeutet, dabei rhythmisch mit dem Körper schaukelt und den Rüssel schwingt oder mit dem Kopf nickt. Der Begriff leitet sich vom Weben ab, bei dem ein Weber ähnlich monotone Bewegungsabläufe zu vollziehen hat.

## Ablauf

Webender Elefant nach 30 Jahren im San Diego Zoo

Der Bewegungsablauf wiederholt sich vielfach in identischer Form. Während die Vor- und Rückschritte bei Jungtieren oft noch voll ausgeführt werden, werden sie später oft nur noch durch Fußheben angedeutet, während Tiere über 20 Jahre meist nur noch rhythmisch vorwärts- und rückwärts- oder seitwärtsschaukeln. Junge Elefanten haben dabei eine Frequenz von etwa 30 Bewegungsdurchläufen in einer Minute, ältere nur noch zehn.
Das Weben tritt besonders häufig auf, wenn der Elefant auf etwas wartet (Futter, Wasser, Zusammentreffen mit Artgenossen), von Artgenossen getrennt wurde, oder ihm der Körperkontakt zu diesen verwehrt wird (z. B. durch Ankettung). Bei älteren Tieren kann es sich so tief ins Verhaltensmuster eingenistet und verselbstständigt haben, dass ein Grund für das Verhalten nicht mehr erkennbar ist. Ähnlich wie andere Stereotypien ist das Weben eine Verhaltensstörung, die auf tiefer liegende Probleme hindeutet. Zudem kann es zu Fuß- und Gelenkproblemen bei den Elefanten führen – eines der am häufigsten anzutreffenden Probleme der Tiere in Gefangenschaft.

## Deutung

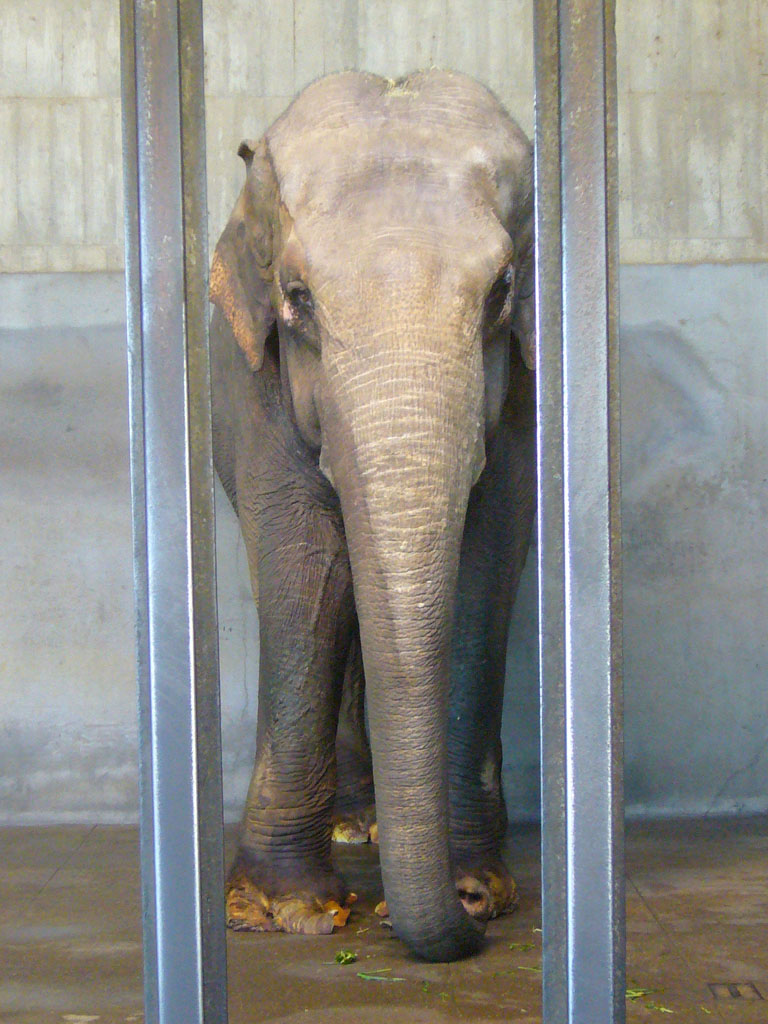
Die Stereotypie des Webens wird durch Elefantenhaltung, vor allem bei zu wenig sozialem Kontakt, ausgelöst.

Wissenschaftler deuten das Weben als Leerlaufbewegungen, das heißt als Ausdruck einer angeborenen Handlungsbereitschaft, ohne dass der Elefant das artspezifische Fortbewegungs- und Suchverhalten aufgrund der Gefangenschaft ausführen kann. Es entsteht fast ausschließlich, wenn Jungtiere zu früh von der Mutter getrennt und aus ihrem Sozialverband herausgelöst werden, das Verhalten ist also vergleichbar mit dem Hospitalismus beim Menschen. Es kann als Ausdruck einer Stresssituation gedeutet werden, in der alternative Verhaltensweisen – wiederum aufgrund der Gefangenschaft – nicht möglich sind. 
Schließlich verfestigt sich das Verhalten so weit, dass es keines speziellen Anlasses mehr bedarf. Selbst wenn die Haltungsbedingungen des Elefanten dann verbessert werden (größeres Gelände, mehr Bewegung, Erreichbarkeit von Artgenossen), verharrt er oft auf einem Punkt und ist nicht mehr in der Lage, das größere Angebot wahrzunehmen.